# Terry Denton
Terry Denton (26 juli 1950) is een Australische illustrator en schrijver. Hij heeft illustraties gemaakt voor onder andere Natalie Jane Prior, Gillian Rubinstein en Paul Jennings. Samen met Andy Griffiths heeft hij enkele populaire boeken uitgegeven, waaronder de Treehouse Series; in het Nederlands is deze serie uitgegeven onder de naam De waanzinnige boomhut. Ook heeft Denton zelf diverse boeken geschreven en geïllustreerd.
Denton ontving diverse prijzen, waaronder de Multicultural Book of the Year en the Best Designed Picture Book (1993).
In 2015 werd De waanzinnige boomhut van 52 verdiepingen in het televisieprogramma De Wereld Draait Door uitgeroepen tot kinderboek van het jaar. De boeken van de Boomhut-serie worden ook door de Nederlandse kinderen erg gewaardeerd. Met de Nederlandse vertalingen van De waanzinnige boomhut won Denton, samen met Andy Griffiths driemaal, in 2017, 2018 en 2020, de Prijs van de Nederlandse Kinderjury. Deze prijswinnende boeken werden in het Nederlands vertaald door Edward van de Vendel.
De Nederlandse vertalingen van Dentons boeken worden meestal uitgegeven door de Belgische uitgeverij Lannoo.
- Bibsys: 14024825
- Gemeinsame Normdatei: 134096827
- International Standard Name Identifier: 0000 0000 7880 1722
- Library of Congress Control Number: n87853132
- Nationale Bibliotheek van Letland: 000253368
- MusicBrainz: fbaf0697-a3a4-4e94-b594-97e254ad76ac
- Bibliotheek van het Japanse parlement: 001242415
- National Gallery of Victoria: 24408
- Nationale Bibliotheek van Tsjechië: xx0213474
- Nationale Bibliotheek van Israël: 987007438769105171
- Nederlandse Thesaurus van Auteursnamen: 072428805
- SNAC: w6pk2s5d
- Système universitaire de documentation: 143172441
- Virtual International Authority File: 38125871
- WorldCat: E39PBJr3BDF3YkVyYvWm73V6Kd